# La Catedral (estación)
La Catedral es una de las estaciones que hace parte del sistema de transporte masivo de Barranquilla, Transmetro, inaugurado en 2010. Cuenta con un módulo corriente donde llegan los servicios de las troncales R1, R2, S1 y B2, además de la ruta alimentadora A8-3 Prado. El módulo expreso recibe los servicios R10, R40 y S10.
Fue inaugurada por el entonces presidente de Colombia, Álvaro Uribe Vélez, en abril de 2010, junto con el alcalde de Barranquilla Alejandro Char y el gobernador del Atlántico Eduardo Verano de la Rosa.
La estación ha sido el escenario de eventos culturales y artísticos, donde han participado artistas nacionales e internacionales.

## Ubicación
La estación se encuentra ubicada en el barrio Boston, más específicamente entre las calles 50 y 53.
En los alrededores de la estación se encuentran varios sitios de interés:
- Plaza de la Paz
- Centro comercial Portal del Prado
- Catedral Metropolitana
- Universidad Libre
- Homecenter
- El Heraldo
- Colegio María Auxiliadora
- Institución Universitaria de Barranquilla

## Etimología
El nombre de la estación obedece a la Catedral Metropolitana María Reina de Barranquilla, obra del arquitecto italiano Angelo Mazzoni de Grande.